# Glyptauchen
Glyptauchen is een monotypisch geslacht van straalvinnige vissen uit de familie van de napoleonvissen (Tetrarogidae).

## Soort
- Glyptauchen panduratus (Richardson, 1850)